# ایرینا مالخاسیان
ایرینا ادواردی مالخاسیان (ارمنی: Իրինա Էդուարդի Մալխասյան؛ انگلیسی: Irina Malkhasyan؛ زادهٔ ۱ ژانویهٔ ۱۹۵۴) پزشک در زمینه‌های هوش‌بری و مراقبت‌های ویژه پزشکی اهل ارمنستان است.

## زندگی‌نامه
وی در ۱ ژانویهٔ ۱۹۵۴ در ایروان به دنیا آمد دختر ادوارد مالخاسیان است. وی از دانشگاه پزشکی دولتی ایروان (۱۹۷۸) فارغ‌التحصیل گشت. 

## یادداشت
1. ↑  բժշկական գիտությունների դոկտոր